# Heinz Ballensiefen
Heinz Ballensiefen (* 24. Oktober 1912 in Bladenhorst; † 1979) war ein deutscher Historiker und nationalsozialistischer Funktionär, eingesetzt zur Erforschung der „Judenfrage“.

## Leben
Heinz Ballensiefen wurde als Peter Wilhelm Johann Heinrich Ballensiefen in Bladenhorst, einem Ortsteil von Castrop-Rauxel geboren. Hier wuchs er auf und studierte nach seinem Schulabschluss Geschichte und Germanistik. Noch während seines Studiums arbeitete er zunächst für das von Eberhard Taubert 1934 gegründete Institut zum Studium der Judenfrage und war beratend tätig bei der Produktion des antisemitischen Films Der ewige Jude. Er beantragte am 12. November 1937 die Aufnahme in die NSDAP und wurde rückwirkend zum 1. Mai desselben Jahres aufgenommen (Mitgliedsnummer 5.378.767). Seine erste Publikation, die 1939 erschien, beschäftigte sich mit dem Thema „Juden in Frankreich“. Im Jahr 1940 wurde er Mitglied der SS. Seine Mitglieds-Nr. war 367.147. Noch als Referendar war er ab August 1940 im Reichssicherheitshauptamt in der Abteilung zur Erforschung des Judentums, die später die Bezeichnung VII B 1 b erhielt eingesetzt. Er verfasste die Informationsberichte zur Judenfrage mit dem Ziel, die Erfassung und Ermordung von Juden zu vereinfachen. Anfang des Jahres 1941 wurde er als Angehöriger des SD-Hauptamtes zum SS-Untersturmführer befördert. Sein Studienabschluss erfolgte 1941 an der Universität Berlin als Dr. phil.
Im März 1941 nahm Ballensiefen an der Eröffnung des Instituts zur Erforschung der Judenfrage von Alfred Rosenberg in Frankfurt am Main teil. Seine Beförderung zum SS-Obersturmführer erfolgte am 30. Januar 1942. Zu dieser Zeit war er im Amt VII des RSHA als Referatsleiter eingesetzt. Befördert wurde er 1943 zum SS-Hauptsturmführer. Seit Anfang 1944 gehörte er zu der von Legationsrat Horst Wagner im Auswärtigen Amt Ende 1943 gegründeten Arbeitsgruppe „Antijüdische Aktion“. Als Leiter dieser Arbeitsgruppe fungierte Rudolf Schleier, er bezeichnete sie in den Strukturen des Reichsaußenministeriums anfangs als „Informationsstelle X“. Die Aufgaben dieser Stelle waren die Bearbeitung und Herausgabe von Informations- und Propagandamaterial für die antisemitische Propaganda im Ausland. Die hier ausgearbeiteten Materialien, Artikel und Entwürfe für Radiosendungen wurde über die Abteilung Deutschland (Gruppe Inland II) beim Auswärtige Amt an die deutschen Botschaften/Gesandtschaften weitergeleitet und dienten den dort eingesetzten „Judenberatern“ als Grundlagenmaterial für die in den jeweiligen Ländern betriebenen antijüdischen Propagandaaktivitäten. Im seit März 1944 von Deutschland besetzten Ungarn unterstützte er den rechtsradikalen Redakteur Zoltán Bosnyák (1905–1951) beim Aufbau des ungarischen Instituts zur Erforschung der Judenfrage (Magyar Zsidókérdés Kutató Intézet) dessen Leitung er anfangs innehatte. Gemeinsam mit Bosnyák war er Herausgeber der Zeitschrift Harc, einer ähnlichen antisemitischen Zeitung wie Der Stürmer.Am 3. und 4. April 1944 nahm er an der Arbeitstagung der Judenreferenten und sogenannter „Arisierungberater“ in Krummhübel als Referent teil; seine Ausführungen wurden wegen ihrer Brisanz in Bezug auf den Judenmord insbes. in Ungarn nicht an die Teilnehmer versandt.
Nach Kriegsende wurden Ballensiefens Schriften Juden in Frankreich (Nordland-Verlag, Berlin 1941) und Die englisch-amerikanische Rivalität in Palästina (Welt-Dienst-Verlag, Frankfurt a. M. 1944) in der Sowjetischen Besatzungszone wegen ihres rassistischen und antisemitischen Inhalts auf die Liste der auszusondernden Literatur gesetzt.
Ab 1952 war Ballensiefen bei den Technischen Werken in Stuttgart Redakteur der Betriebszeitungen und weiterer Publikationen.

## Publikationen
- Juden in Frankreich. Nordland, Nordland Verlag, Berlin 1939.
- Frankreichs Schuld : die inneren Gründe für den Zusammenbruch des französischen Staates, 1940.
- Die englisch-amerikanische Rivalität in Palästina, Welt-Dienst-Verlag, Frankfurt a. M. 1944.
- T(echnische) W(erke der Stadt) S(tuttgart) Im Bild, Hrsg.: Werkleitung d. Techn. Werke d. Stadt Stuttgart. 1957.
- Von Bronnen, Wasserleittinen und Liechtern : ein geschichtlicher Spaziergang durch die öffentliche Versorgung Stuttgarts; Mitautor Eugen Stotz, Hrsg. TWS Stuttgart, 1957.